# Junta Nacional da Educação
A Junta Nacional da Educação (1936 — 1977) foi um organismo do Ministério da Educação Nacional português, criado pela Lei n.º 1941, de 11 de Abril de 1936, tendo como objetivo o «estudo de todos os problemas que interessam à formação do carácter, ao ensino e à cultura». A instituição foi extinta em 1977 pelo Decreto-Lei n.º 70/77, de 25 de fevereiro, sendo as suas atribuições dispersas por diversos departamentos governamentais das áreas da educação, do ensino superior, da investigação científica e da cultura. As funções consultivas da Junta Nacional da Educação em matéria de política educativa foram continuadas pelo atual Conselho Nacional da Educação, órgão criado pelo Decreto-Lei n.º 125/82, de 22 de abril, e depois enquadrado pela Lei de Bases do Sistema Educativo.

## Historial, objectivos e estrutura
Na sequência da aprovação plebiscitária da Constituição Portuguesa de 1933, a Junta Nacional da Educação foi criada no âmbito da afirmação ideológica do regime do Estado Novo no campo da educação e cultura. O diploma que a cria, a Lei n.º 1941, de 11 de Abril de 1936, no âmbito de uma profunda reforma liderada pelo Ministro Carneiro Pacheco, para além de transformar o Ministério da Instrução Pública, de sabor republicano e liberal, em Ministério da Educação Nacional, lança as bases que depois serão desenvolvidas para criar todo o edifício jurídico e institucional do sistema educativo e de administração e gestão da cultura, da ciência, da juventude e do desporto do salazarismo.
Naquele contexto, a Junta Nacional da Educação surge como a sucessora do Conselho Superior de Instrução Pública, instituição que sob diversas formas existia desde a implantação do regime liberal em Portugal, mas agrega todos os órgãos consultivos até então existentes nas áreas da educação e da cultura (Conselho Superior das Belas Artes, Junta Nacional de Escavações e Antiguidades, Comissão do Cinema Educativo e Junta de Educação Nacional). Nela são também incluídas as organizações para-militares de juventude (Mocidade Portuguesa), e todas as estruturas então existentes visando a proteção do património cultural, arqueológico e a classificação e proteção de imóveis e monumentos. 
Nos termos do artigo 1.º do Regimento da Junta Nacional da Educação, a "Junta Nacional da Educação (J. N. E.), instituída pela Lei n.º 1941, de 11 de abril de 1936, é um órgão técnico consultivo que funciona junto do Ministro da Educação Nacional e tem por fim o estudos dos problemas relativos à formação do carácter, ao ensino e à cultura do cidadão português, a par do desenvolvimento integral da sua capacidade física".
A Junta, que tinha um Conselho Permanente de Ação Educativa (CPAE) com funções executivas, era integrada por sete secções:
- 1.ª Secção: Educação Moral e Cívica
- 2.ª Secção: Ensino primário
- 3:º Secção: Ensino secundário
- 4.ª Secção: Ensino superior
- 5.ª Secção: Ensino técnico
- 6.ª Secção: Belas Artes
- 7.ª Secção: Investigação Científica e Relações Culturais, constituindo o Instituto para a Alta Cultura.

Cada secção integrava um conjunto alargado de dirigentes de serviços das áreas respetivas e tinha funções bem definidas quer no que respeita à vertente consultiva em relação ao Ministro da Educação Nacional, quer na administração de fundos, como bolsas de estudo e de criação artística e subsídios para investigação científica e desenvolvimento desportivo, quer na autorização de intervenções em imóveis classificados, classificação de imóveis, arqueologia, museologia e artes visuais e performativas.
A constituição e funcionamento da Junta Nacional da Educação foram revistos pelo Decreto-Lei n.º 46348, de 22 de Maio de 1965, que fixa as bases gerais da organização, competência e funcionamento da Junta Nacional da Educação e revoga as disposições do Decreto-Lei n.º 26111 relativas à Junta Nacional da Educação. Por aquele diploma, que foi complementado pelo Decreto n.º 46349, de 22 de maio de 1965, que promulga o novo Regimento da Junta Nacional da Educação, a Junta passou a ser constituída pelo Conselho Permanente da Ação Educativa e pelas seguintes secções:
- 1.ª Ensino superior;
- 2.ª Antiguidades e belas-artes, com as seguintes subsecções:
  - 1.ª Arqueologia;
  - 2.ª Artes plásticas;
  - 3.ª Museus e coleções de arte;
  - 4.ª Proteção e conservação de monumentos e obras de arte;
  - 5.ª Música e teatro.
- 3.ª Bibliotecas e arquivos;
- 4.ª Ensino liceal;
- 5.ª Ensino técnico profissional;
  - 1.ª Ensino agrícola;
  - 2.ª Ensino industrial;
  - 3.ª Ensino comercial.
- 6.ª Ensino primário;
- 7.ª Educação física e desportos;
- 8.ª Educação moral e cívica.

Esta estrutura manter-se-ia inalterada até à extinção da Junta, já que as poucas alterações introduzidas pelos Decreto n.º 48220, de 24 de janeiro de 1968, Decreto-Lei n.º 49458, de 24 de dezembro de 1969, e Decreto-Lei n.º 116/70, de 18 de março, apenas visaram questões menores da sua estrutura e ação.
As funções da Junta em matéria de política de fomento e controlo da criação cultural foram posteriormente complementadas pela criação da Corporação das Ciências, Letras e Artes, no contexto do corporativismo do Estado Novo, operada pelo Decreto n.º 47213, de 23 de Setembro de 1966.
A Junta manteve-se em funcionamento até ao fim do regime do Estado Novo, tendo exercido um papel basilar na condução da respetiva política educativa e cultural. Foi extinta pelo Decreto-Lei n.º 70/77, de 25 de Fevereiro, sendo as suas atribuições dispersas por diversos departamentos governamentais das áreas da educação, do ensino superior, da investigação científica e da cultura. Apesar de extinta, o seu Regimento nunca foi formalmente revogado.
Embora com um carácter e enquadramento diferentes, as funções consultivas da Junta Nacional da Educação em matéria de política educativa foram continuadas pelo actual Conselho Nacional da Educação, órgão criado pelo Decreto-Lei n.º 125/82, de 22 de Abril, e depois enquadrado pela actual Lei de Bases do Sistema Educativo.

## Presidentes
- Domingos Fezas Vital
- Mário de Figueiredo[11]
- João Alexandre Ferreira de Almeida